# Caso Rodrigo Granda
El Caso Rodrigo Granda se refiere al incidente diplomático sucedido a principios de 2005 entre los gobiernos del presidente venezolano Hugo Chávez y el presidente colombiano Álvaro Uribe Vélez por la captura, considerada por las FARC-EP como secuestro, de un miembro de esta organización, Rodrigo Granda, el 13 de diciembre de 2004. El presidente Chávez exigió al gobierno colombiano una disculpa, por considerar que el hecho era una "violación de la soberanía venezolana", y acusó a Estados Unidos de intentar dañar las relaciones entre los dos países. El presidente Uribe, por su parte, se negó a presentar disculpas argumentando que Colombia era el país ofendido, ya que el gobierno de Venezuela "daba refugio a terroristas de las FARC".

## Arresto de Granda en Colombia
El gobierno colombiano inicialmente anunció la captura del guerrillero Rodrigo Granda en Cúcuta el 4 de enero del 2005 sin hacer referencia a los hechos ocurridos en Caracas. El ministerio del Interior de Venezuela inició una investigación al respecto cuando surgieron las primeras denuncias, entre ellas las de la diputada Iris Varela y del diputado Luis Tascón, referentes a que Granda habría sido secuestrado en complicidad con funcionarios policiales venezolanos que habían sido sobornados, en violación de la soberanía del país. El ministerio de Defensa de Colombia reconoció el 12 de enero que se había pagado una recompensa por capturar al miembro de las FARC-EP, pero negó que se hubiera violado la soberanía venezolana. El 13 de enero Venezuela llamó a consultas a su embajador, mientras que el vicepresidente José Vicente Rangel expresó que Colombia, en lugar de realizar el secuestro en violación de la soberanía venezolana, debería haber pedido la extradición de Granda.

### Reacción de las FARC-EP
Mediante un comunicado, las FARC-EP calificaron el caso de Granda como "un precedente lamentable del gobierno venezolano" y pidieron al presidente Chávez "dar garantías a organizaciones bolivarianas", a raíz de la captura de Rodrigo Granda. “Ante lo ocurrido en Caracas por el secuestro de Rodrigo solicitamos al gobierno bolivariano de Venezuela fijar una posición frente a las garantías a las demás organizaciones bolivarianas que eventualmente visiten su país". El comunicado dice que Granda fue "secuestrado" en Caracas por los servicios de inteligencia colombianos y de inmediato deportado "con la asesoría gringa y el apoyo cómplice de los sectores corruptos de la policía venezolana".

### Crisis diplomática
El incidente desató una crisis que llevó a la ruptura de las relaciones comerciales mediante el cierre de la frontera a partir del 14 de enero según fue anunciado por el presidente de Venezuela, además de la retirada de los embajadores de ambos países. La tensión aumentó aún más cuando el gobierno de Estados Unidos apoyó explícitamente a Colombia en el conflicto, llegando los portavoces estadounidenses a acusar abiertamente a Venezuela de apoyar a las FARC-EP.
La crisis se resolvió cuando se realizó una reunión presidencial bilateral de carácter privado el 15 de febrero de 2005, a continuación de la cual se realizó un acto conjunto de reconciliación pública. Durante la reunión ambos presidentes agradecieron la mediación de los gobernantes de Cuba, Brasil y Perú.

## Liberación de Granda
Existen informaciones de que Rodrigo Granda, para la época en que fue detenido, mediaba al parecer un acercamiento entre las FARC-EP y el gobierno de Francia con el propósito de restablecer relaciones entre el grupo armado y tres países europeos (España, Francia y Suiza) que dialogaban por la liberación de Íngrid Betancourt y otros secuestrados del "intercambio humanitario", sin el consentimiento del gobierno colombiano. Dicha información provocó roces entre los gobiernos de Francia y Colombia. El 4 de junio de 2007, Granda fue excarcelado por la intermediación del presidente francés Nicolas Sarkozy, que acababa de asumir el puesto, frente al presidente Uribe. Días antes, este último propuso sorpresivamente una excarcelación de guerrilleros argumentando "razones de estado" no reveladas.